# Салянова Аїда Женишбеківна
Аїда Женишбеківна Салянова (кирг. Салянова Аида Жеңишбековна; (6 серпня 1972 , Нарин (місто) )) — киргизька державна і політична діячка, депутатка Жогорку Кенеша Киргизької Республіки (з 2015), Генеральна прокурорка Киргизької Республіки (2011—2015), Міністерка юстиції Киргизької Республіки (2010), державна радниця юстиції 3-го класу.
На сьогодні Салянову позбавили мандата депутатки парламенту Киргизстану.

## Біографія
Аїда Салянова народилася 6 серпня 1972 року в місті Нарині Киргизької РСР.
В 1991 році закінчила Фрунзенський технікум радянської торгівлі.
У 1996-1997 рр. працювала в Чуйському університеті, Киргизькому національному університеті викладачкою.
1997—2005 рр. — Жогорку Кенеш Киргизької республіки, експертка експертно-юридичного відділу.
У 2000 р. стала кандидатом юридичних наук, доцент.
2005—2008 рр. — Жогорку Кенеш Киргизької республіки, завідувачка відділом з конституційного законодавства, державного устрою, законності і судово-правової реформи Жогорку Кенеш Киргизької республіки.
2008—2010 рр. — Міністерство юстиції Киргизької республіки, статс-секретарка.
14 липня 2010 — 20 грудня 2010 року — Міністерка юстиції Киргизької республіки.
20 грудня 2010 — 31 березня 2014 — Повноважна представниця Президента Киргизстану в Жогорку Кенеш.
14 квітня 2011 — 22 січня 2015 — Генеральна прокурорка Киргизької республіки.
4 жовтня 2015 — по теперішній час — депутатка Жогорку Кенеша VI скликання.
Є Державною радницею юстиції 3-го класу.
6 листопада 2017 року її молодший брат Улан був застрелений. Особа вбивці невідома.
Одружена а, має сина і двох дочок.

## Справа Аїди Салянової
26 грудня 2016 року на колишню генеральну прокурорку і міністерку юстиції, депутатку парламенту від фракції «Ата Мекен» Аїду Салянову завели кримінальну справу. Генеральна прокуратура і ДКНБ вважали, що, будучи главою Мін'юсту, Салянова, нібито, незаконно відновила адвокатську ліцензію Олексію Єлисєєву, який знаходиться в розшуку після квітневих подій 2010 року.
13 березня 2017 року за підсумками допиту в ДКНБ депутата Жогорку Кенеша Аїді Саляновій пред'явили звинувачення, обравши запобіжний захід у вигляді підписки про невиїзд. Судові процеси по цій справі почалися наприкінці травня. 20 вересня 2017 року прокурори запропонували покарання у вигляді позбавлення волі на вісім років в'язниці з конфіскацією майна. Районний суд визнав Салянову винною і засудив до п'яти років в'язниці з відстрочкою до досягнення її дитини 14-річного віку, тобто через 11 років. Бішкекський міський суд залишив рішення першої інстанції в силі.
При цьому в ході слухання в Бішкекському міському суді, на думку захисту Салянової, порушувалися чимало норм Кримінально-процесуального кодексу Киргизької республіки, та й, загалом, права людини. Адже Салянова могла відновлювати адвокатську ліцензію Єлісєєва, бо на той момент його не засудили в судах.
На сьогодні Салянову позбавили мандата депутатки парламенту Киргизстану.

## Нагороди
- Почесна Грамота Киргизької республіки (2007)
- Почесна Грамота Міністерства юстиції Киргизької республіки
- Відмінник юстиції Киргизької Республіки
- Орден «Манас» II ступеня (2014)

## Виступи в ЗМІ
- Аїда Салянова: «Для ефективної боротьби з корупцією в Киргизстані потрібно змінити свідомість людей». 11/04/12 16:45, Бішкек — ІА «24.kg», Іслам Дуванаєв[недоступне посилання]
- Салянова: «Право понад усе» Генеральний прокурор Киргизстану Аїда Салянова дала ексклюзивне інтерв'ю радіо «Азаттик». Султан Жумагулов, Час публікації: 16.08.2011 [Архівовано 11 вересня 2011 у Wayback Machine.]
- «Парламент — найбільш відкритий інститут влади», Спеціалізований щомісячний журнал «ЮРИСТ» Березень, № 3, 2011 р. Бесіду веде Торгин Нурсеїтова
- Інтерв'ю Генерального прокурора Киргизької Республіки А. Салянової інформаційному агентству «Чалкан. KG». Лейла Саралаєва. Дата публікації ІА «Чалкан. KG»: 20.07.2012